# ジョージ・W・ジョイ
ジョージ・W・ジョイ（George William Joy、1844年7月7日 - 1925年10月28日）はアイルランド生まれの画家である。主にロンドンで活動した。

## 略歴
ダブリンで生まれた。父親は医者で兄に彫刻家のアルバート・ブルース＝ジョイ(Albert Bruce-Joy:1842-1924)がいる。1612年にアイルランドに移住してきたユグノーの家系であった。
初め軍人を目指すが、若い頃の足のケガのために軍人となるのは困難だと父親に告げられ、美術家の道に進んだ。ロンドンのサウス・ケンジントン美術学校(ロイヤル・カレッジ・オブ・アート）でジョン・エヴァレット・ミレーやフレデリック・レイトン、ジョージ・フレデリック・ワッツに学んだ。1868年にパリに渡り、2年間滞在し、シャルル・ジャラベールやレオン・ボナに学んだ。パリで、ジャン＝レオン・ジェローム、アレクサンドル・カバネル、ジュール・ブルトン、ジュール・ジョゼフ・ルフェーブル、フィリップ・ルソーといった当時の有名な画家たちに出会った。
ロンドンに戻った後、歴史画や風俗画を描き、ロイヤル・カレッジ・オブ・アートの展覧会やサロン・ド・パリ、アイルランドの王立ハイバーニアン・アカデミー(Royal Hibernian Academy)の展覧会などに頻繁に出展した。1895年に王立油絵画家協会(Royal Institute of Oil Painters)　の会員になった。
昔、軍人を目指した名残で、イギリス軍の芸術家のボランティアの予備役部隊、「アーティスト・ライフルズ」(Artists Rifles)に参加した。アイルランドの自治を求める運動には反対する立場であった。「愛国」的なテーマの作品を描き、代表作にはスーダンのハルツームで戦死したチャールズ・ゴードンの最期を描いた作品がある。

## 作品

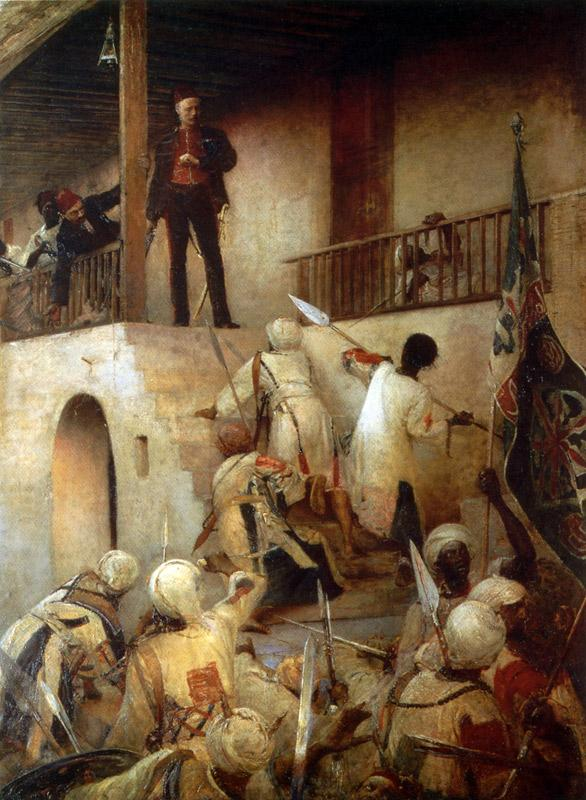
「ゴードン将軍の最期」(1893)
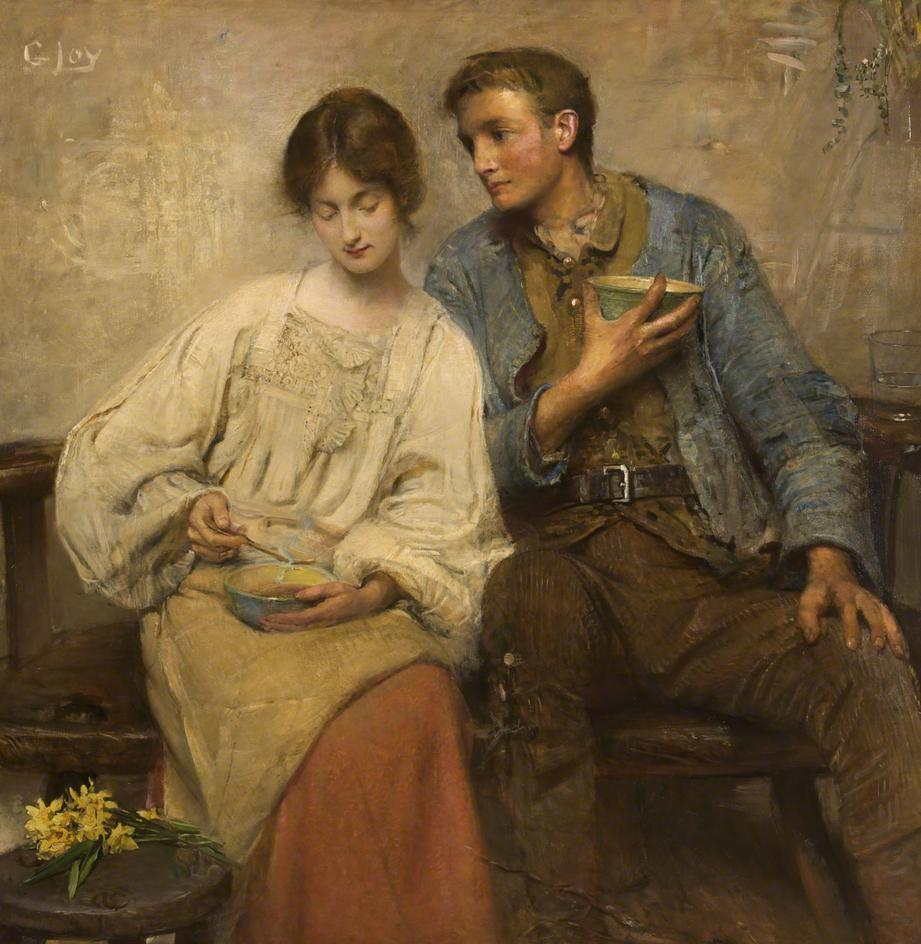
"A dinner of herbs"
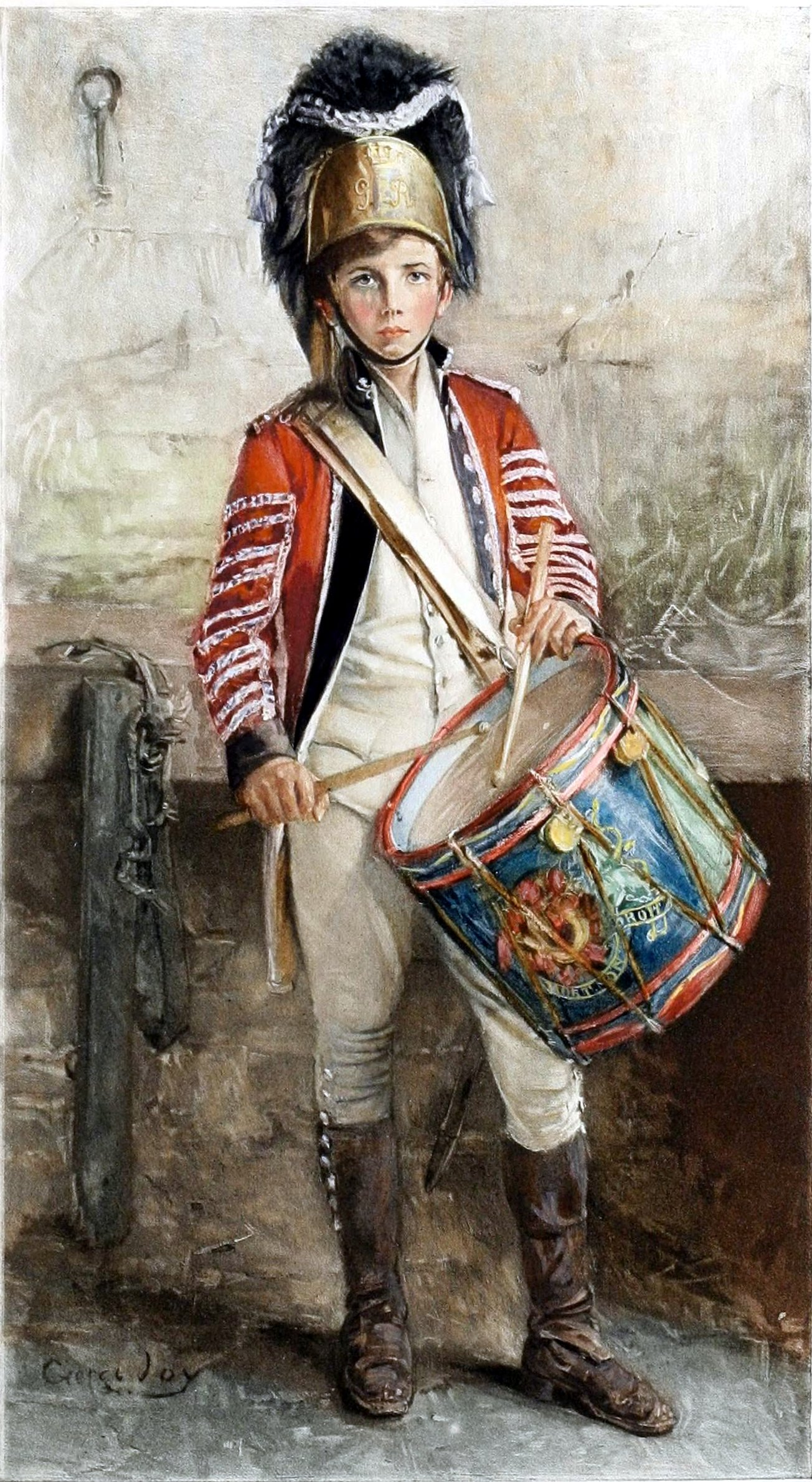
" An English Drummer Boy" (1902)
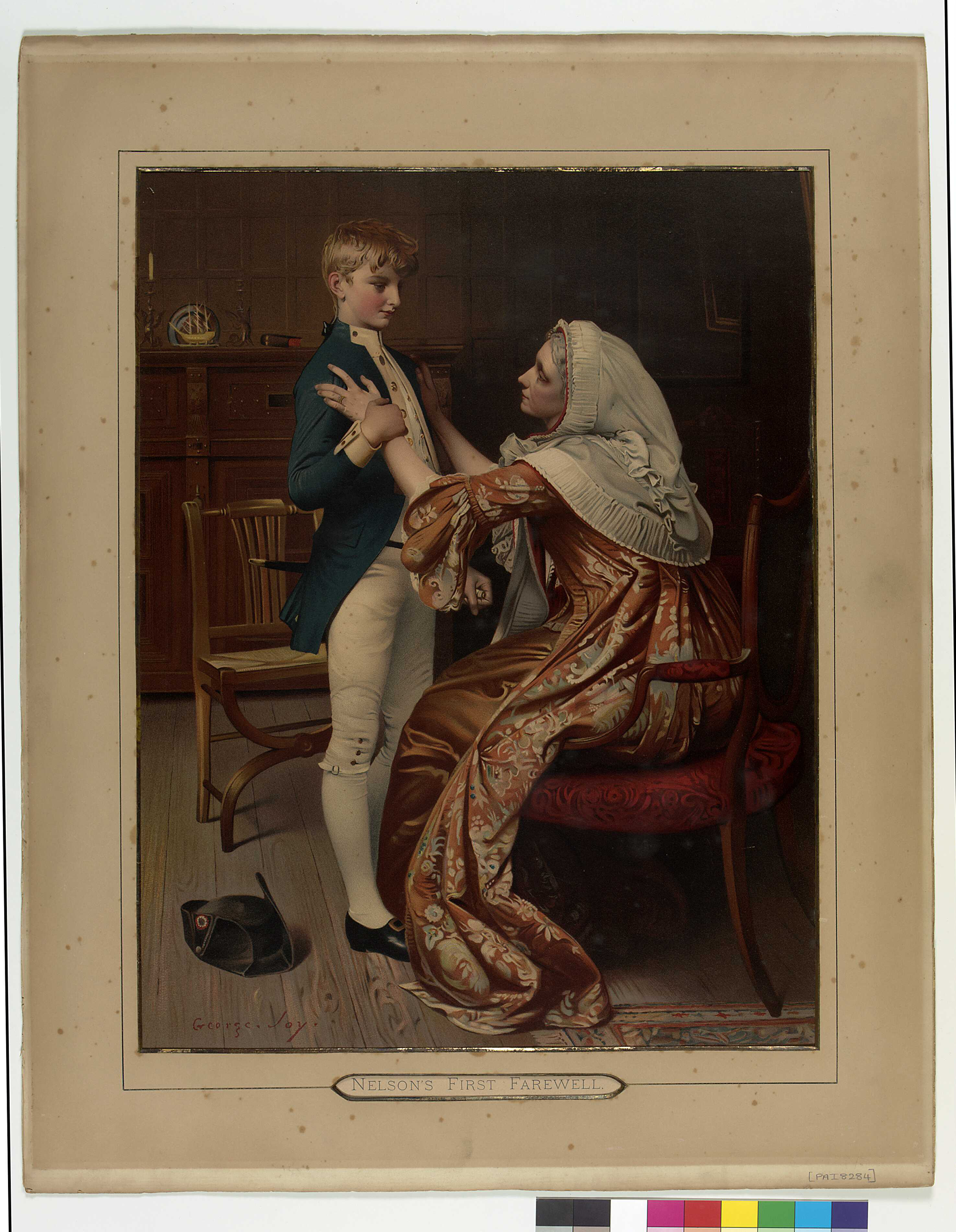
「13歳のネルソンと祖母の別れ」

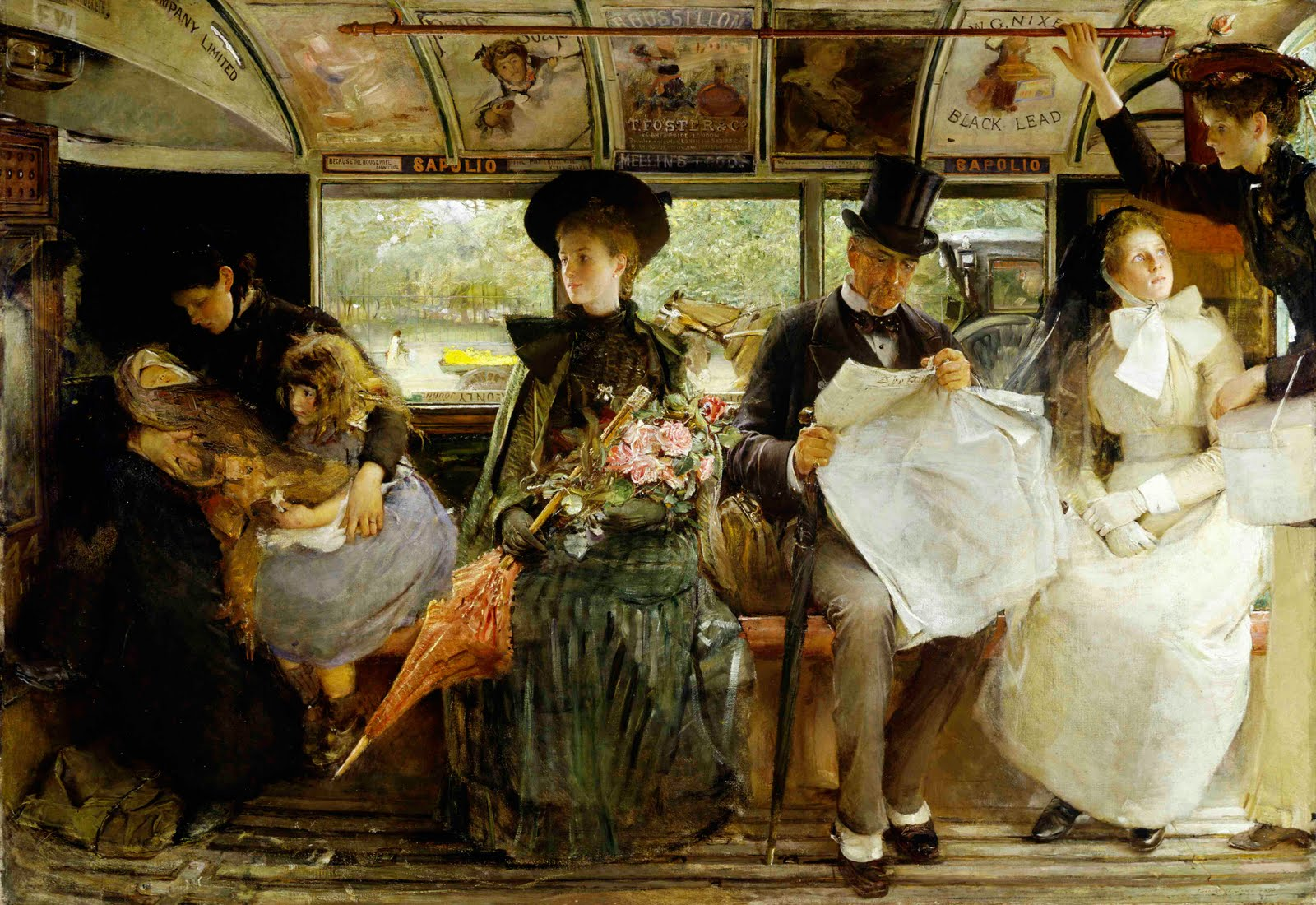
「乗合馬車」
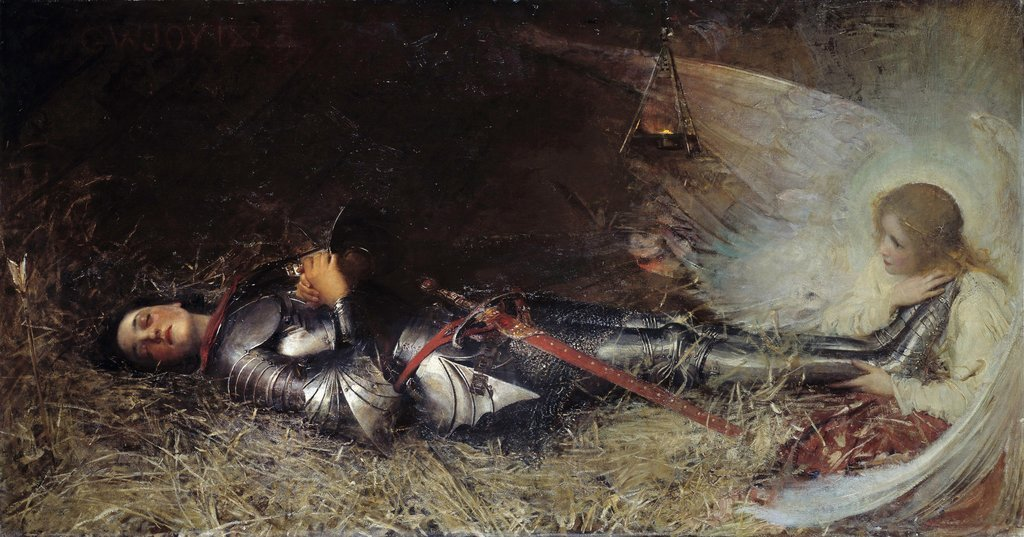
「眠るジャンヌ・ダルク」